# Salvatore Quasimodo
Salvatore Quasimodo, född 20 augusti 1901 i Modica på Sicilien, död 14 juni 1968 i Neapel, var en italiensk författare och översättare. Han var en av de mest framträdande italienska poeterna under 1900-talet och belönades med  Nobelpriset i litteratur 1959.

## Biografi
Salvatore Quasimodo föddes 1901 på Sicilien i en liten stad i närheten av Syrakusa. Han studerade först teknik, i Palermo och i Rom, men bestämde sig sedan för att det var litteraturen som han ville ägna sig åt. Han studerade därför klassisk grekisk och latinsk litteratur vid universitetet, men kunde inte fullfölja utbildningen av ekonomiska skäl. Sedan han varit statligt anställd som ingenjör debuterade han som poet 1930, och de närmaste åren utgav han flera alster. Fascismen gjorde ett starkt negativt intryck på honom, men han lämnade inte anställningen vid staten förrän 1938, då han blev redaktör vid Tempo, för att senare, 1943, erhålla professuren i italiensk litteratur vid Giuseppe Verdi-konservatoriet i Milano. 1940 utkom han med översättningar av grekisk litteratur, Lirici Greci, och fortsatte detta värv med nytolkningar av de antika dramatikerna och poeterna, klassiker av Shakespeare och Molière samt modern, utländsk litteratur.

## Författarskap
Salvatore Quasimodo, som räknas till Italiens främsta poeter under 1900-talet, verkade inom den så kallade hermetiska skolan, vilka strävade efter "den rena poesin", med en medvetet sluten framställning som delvis motiverades av att slippa undan censur och politisk förföljelse. Quasimodo var i fler hänseenden lärjunge till Giuseppe Ungaretti, även i fråga om dennes så kallade "blixtpoesi", med hastiga och oväntade scenväxlingar. Påverkan från den klassiska litteraturen märks i dikternas sträven efter mättat bildspråk och strama form. Tematiskt finns en skillnad efter fascismens maktövertagande, varefter Quasimodo fjärmade sig från individualismen, sociala frågor behandlas, och inåtvändheten ökar. Quasimodos tidiga dikter har beskrivits som raffinerade.

### Svenska översättningar
- Och plötsligt är det kväll: dikter (översättning Sture Axelson, Bonnier, 1948)
- Och plötsligt är det afton (i svensk tolkning och med en inledande essay av Arne Lundgren, FIB:s lyrikklubb, 1957)
- Poesie (i svensk tolkning av Anders Österling, Italica, 1959)
- Dikter (i svensk tolkning av Sture Axelson, Göran O. Eriksson och Östen Sjöstrand, Bonnier, 1959)